# Jonas Kalvanas
Jonas Viktoras Kalvanas (ur. 24 kwietnia 1914 w Rubieżach pod Birżami, zm. 15 stycznia 1995 w Taurogach) – litewski duchowny luterański, biskup Litewskiego Kościoła Ewangelicko-Luterańskiego (1976-1995).  

## Życiorys
Ukończywszy gimnazjum w Birżach studiował w latach 1933–1936 teologię ewangelicką na Uniwersytecie Witolda Wielkiego, studia ukończył jednak w Rydze w 1939. Rok później ordynowany na księdza objął parafie w Taurogach, Sartynikach, Botokach i Skaudwilach. Od 1941 zasiadał w litewskim konsystorzu, którego przewodniczącym został w 1971. W 1976 roku objął sakrę biskupią. Miał swój udział w przyjęciu Litewskiego Kościoła Ewangelicko-Luterańskiego do Światowej Federacji Luterańskiej. 
W 1972 zainicjował utworzenie Wydziału Teologii na Uniwersytecie Kłajpedzkim, na którym później wykładał. 
Jego synem był Jonas Kalvanas mł., biskup Litewskiego Kościoła Ewangelicko-Luterańskiego w latach 1995–2003. 